# 愛荷華維爾 (愛荷華州)
愛荷華維爾（英語：Iowaville）是位於美國愛荷華州范布倫縣的一個非建制地區。該地的面積和人口皆未知。

## 地理
愛荷華維爾設有夏令時間，為UTC-6調快一小時，即UTC-5（CDT）。